# Bembidion dalmatinum
Bembidion dalmatinum es una especie de escarabajo del género Bembidion, familia Carabidae. Fue descrita científicamente por Dejean en 1831.
Habita en Albania, Armenia, Austria, Azerbaiyán, Bosnia y Herzegovina, Bulgaria, Croacia, Chipre, Chequia, Grecia, Hungría, Irán, Líbano, Macedonia, Moldavia, Polonia, Rumania, Rusia, Serbia, Eslovaquia, Eslovenia, Siria, Turquía y Ucrania.